# TSV 1860 Ansbach
Der TSV 1860 Ansbach e. V., kurz TSV Ansbach, ist ein Sportverein im fränkischen Ansbach, der neben Handball, Basketball und Volleyball noch fünfzehn weitere Sportarten anzubieten hat.

## Vereinsgeschichte
Die größten sportlichen Erfolge konnten die Handballer des TSV feiern mit zwei Deutschen Feldhandball-Meisterschaften in den 1960er Jahren; der TSV Ansbach gehörte in der Saison 1967 zu den Gründungsmitgliedern der Feldhandball-Bundesliga.
Überregional erfolgreich waren auch die Basketballer des TSV, denen seit den 1980er Jahren mehrmals der Aufstieg in die zweithöchste deutsche Spielklasse gelang.
Am Ende der Saison 2017/18 gelang den Volleyball-Frauen der Aufstieg in die Zweite Bundesliga, von der sie sich aber nach einer Saison der Zweitklassigkeit wieder verabschieden mussten.

## Handball
Die Handballabteilung ist eine der erfolgreichsten Sparten des Vereins, dessen Männerteam die deutsche Feldhandball-Meisterschaft gewann, süddeutscher Vizemeister wurde und in Bayern den Rekord mit zehn bayerischen Meisterschaften hält. Eine Mannschaft nahm zweimal am Internationalen Handball-Pfingstturnier um den Grenzlandpokal in Lörrach teil und wurde 1957 mit den vier Gebrüdern Konrad, Helmut, Heinz und Erwin Porzner Turniersieger. Die TSV-Handballer nehmen mit Männermannschaften, Damenteams und Nachwuchsmannschaften am Spielbetrieb des Bayerischen Handballverbandes (BHV) teil.

## Basketball
Die 1. Herrenmannschaft der Basketballabteilung im TSV 1860 Ansbach spielt seit 2007 unter einem Sponsorennamen als hapa Ansbach Piranhas. Die Mannschaft konnte in der Vergangenheit bereits in der 2. Basketball-Bundesliga Gruppe Süd spielen, wo man nach einer Spielzeit in der 2. Basketball-Bundesliga 1983/84 drei Jahre später zurückkam und in der 2. Basketball-Bundesliga 1987/88 den ersten Platz nach der regulären Spielzeit belegte. In der Aufstiegsrunde rutschte man noch auf den dritten Platz ab und verpasste so den Aufstieg in die höchste Spielklasse Basketball-Bundesliga. 1990 stieg man wieder ab und kam in der 2. Basketball-Bundesliga 1999/2000 zurück in die zweithöchste Spielklasse, in der man jedoch sportlich als Tabellenletzter auf einem Abstiegsplatz landete. Durch den Rückzug des FC Bayern München hielt man jedoch die Klasse in der Gruppe Süd und erreichte in den folgenden Jahren auch sportlich den Klassenerhalt, wobei man über Plätze im unteren Tabellendrittel nicht hinauskam. In der 2. Basketball-Bundesliga 2003/04 folgte jedoch nach nur vier Saisonsiegen in 30 Spielen als Tabellenletzter der erneute Abstieg. 2007 erreichte man noch einmal den Aufstieg in die zweithöchste Spielklasse, die nun als ProA und ProB hierarchisch statt wie zuvor geographisch strukturiert war. In der ProB 2007/08 reichte jedoch der drittletzte Tabellenplatz am Saisonende nicht zum Klassenerhalt, da es vier Absteiger gab. Seitdem sind die hapa Ansbach Piranhas in der Regionalliga vertreten.
Aktuell (2020) hat die Basketballabteilung rund 290 Mitglieder, 255 Teilnehmerausweise (Platz 90 in Deutschland), 13 Teams davon 12 im Spielbetrieb und 17 Übungsleiter.
Die Herren 2 ist seit der Saison 2019/2020 zurück in der Bayernliga Herren Mitte mit Klaus Philipeit und Manfred Winterhalter als Trainer.
Und auch die Damen Mannschaft der Basketballabteilung, wurde von Trainer Alexander Marzok, zurück in die Bayernliga geführt. Dort soll mit einer Mischung aus erfahrenen Spielerinnen und jungen Talenten die Klasse gehalten werden.
Ergebnisse
2. Basketball-Bundesliga Süd Saison 1987/88 TSV 1860 Ansbach Platz 3
2. Basketball-Bundesliga Süd Saison 1999/2000 Absteiger:
2. Basketball-Bundesliga Süd Saison 2000/01 Aufsteiger Tübingen, Absteiger Grünberg, Mainz, TSV 1860 Ansbach - Platz 14
2. Basketball Bundesliga Süd Saison 2001/02 Aufsteiger Ludwigsburg, Absteiger Rattelsdorf, Oberelchingen, TSV 1860 Ansbach - Platz 13
2. Basketball Bundesliga Süd Saison 2002/03 Aufsteiger Karlsruhe, Absteiger
2. Basketball Bundesliga Süd Saison 2003/04  Aufsteiger: SV Tübingen, Absteiger: TSV 1860 Ansbach - Platz 16
1. Regionalliga Saison 2004/2005 Aufsteiger: TB Weiden, Absteiger: TuS Jena 2, TSV 1860 Ansbach - Platz 6
1. Regionalliga Saison 2005/2006 Aufsteiger:
1. Regionalliga Südost Saison 2006/2007  Aufsteiger: TSV 1860 Ansbach, Absteiger: SpVgg Rattelsdorf, TSV 1860 Ansbach - Platz 1
Pro B Saison 2007/08  Aufsteiger: Baskets Essen, Kirchheim Knights, Absteiger: Lichterfelde, hapa Ansbach Piranhas, Iserlohn, Bielefeld
1. Regionalliga Südost Saison 2008/2009  Aufsteiger: SCH Würzburg Baskets, Absteiger: Dresden Titans, hapa Ansbach Piranhas - Platz 5
1. Regionalliga Südost Saison 2009/2010  Aufsteiger: BG Leitershofen/Stadtbergen, Absteiger: Basket Srbija München, hapa Ansbach Piranhas - Platz 5
1. Regionalliga Südost Saison 2010/2011  Aufsteiger: Giants Nördlingen, Absteiger: TG 48 Würzburg, hapa Ansbach Piranhas - Platz 5
1. Regionalliga Südost Saison 2011/2012  Aufsteiger: Dresden Titans, Absteiger: USC Leipzig 2, hapa Ansbach Piranhas - Platz 2
1. Regionalliga Südost Saison 2012/2013  Aufsteiger: BODY STREET Baunach, Absteiger: Rattelsdorf Independents, hapa Ansbach Piranhas - Platz 5
1. Regionalliga Südost Saison 2013/2014  Aufsteiger: TAKE OFF Würzburg BLUE BASKETS, Absteiger: COOCOON Baskets Weiden, hapa Ansbach Piranhas - Platz 9
1. Regionalliga Südost Saison 2014/2015  Aufsteiger: Giants TSV 1861 Nördlingen, Absteiger: Dachau Spurs, hapa Ansbach Piranhas - Platz 9
1. Regionalliga Südost Saison 2015/2016  Aufsteiger: FC Bayern 2, Absteiger: München Baskets, hapa Ansbach Piranhas - Platz 10
1. Regionalliga Südost Saison 2016/2017  Aufsteiger: BBC Coburg, Absteiger: BBC Bayreuth 2, hapa Ansbach Piranhas - Platz 10
1. Regionalliga Südost Saison 2017/2018  Aufsteiger: Rockets Gotha 2, Absteiger: GGZ Basket Zwickau, hapa Ansbach Piranhas - Platz 7
1. Regionalliga Südost Saison 2018/2019 Aufsteiger: Oberhaching, Absteiger: Goldbach, hapa Ansbach Piranhas - Platz 11
1 Regionalliga Südost Saison 2019/2020 Aufsteiger: TG Veitshöchheim, TV Goldbach, TSV Unterhaching, Würzburg Baskets Akademie (Pro B), Baunach (Pro B), hapa Ansbach Piranhas - Platz 1
1 Regionalliga Südost Saison 2020/2021 Aufsteiger: Absteiger: hapa Ansbach Piranhas - Platz?
1 Regionalliga Südost Saison 2021/2022 Aufsteiger: Absteiger: hapa Ansbach Piranhas - Platz?
1 Regionalliga Südost Saison 2022/2023 Aufsteiger: Nördlingen hapa Ansbach Piranhas - Platz 1 in der Süd Gruppe, Finale gegen TSV Breitengüßbach mit 0:2 verloren
1 Regionalliga Südost Saison 2023/2024 Aufsteiger: Neustadt a. Aisch, Jahn München, Chemnitz 2, Absteiger: Rosenheim
Bekannteste Spieler des TSV Ansbach waren/sind Claus Sieghörtner, Georg Kämpf, Christopher McNaughton, Gordon Scott, Karim Aw, Dean Jenko, Marc Suhr, Martin Wiegand, Manfred Winterhalter, Tim Eisenberger, Markus Hübner, Nick Freer, Goran Petrovic, Markus Person, Christian Imberi, Tylik Evans und Walter Simon.

## Volleyball
Die Volleyballabteilung wurde 1967 gegründet und hat heute ca. 300 Mitglieder. Die erste Frauenmannschaft stieg mit Unterstützung der ehemaligen Nationalspielerin Cornelia Eichler 2015 in die Regionalliga Südost, 2017 in die Dritte Liga Ost und 2018 in die Zweite Bundesliga Süd auf. Außerdem gibt es vier weitere Frauen-, eine Männer- und zahlreiche Jugendmannschaften.

### Erfolge
Frauen
- Aufstieg in die 2. Bundesliga 2018
- Drittligameister Ost 2018
- Aufstieg in die 3. Volleyball-Liga 2017
- Meister Regionalliga Süd-Ost 2017[2]
- Aufstieg in die Regionalliga 2015[3]
- Nordbayerischer Vizemeister 2015[4]

## Andere Abteilungen
Der Verein verfügt über 18 Abteilungen. Neben bedeutenden Handball- und Basketballspielern hat der Verein in der jüngeren Vergangenheit auch national erfolgreiche Volleyballspielerinnen wie Cornelia Dumler oder Badmintonspielerinnen hervorgebracht.